# Хилена
Хилена (на испански: Gilena) е населено място и община в Испания. Намира се в провинция Севиля, в състава на автономната област Андалусия. Общината влиза в състава на района (комарка) Сиера Сур де Севиля. Заема площ от 52 km². Населението му е 3960 души (по преброяване от 2010 г.). Разстоянието до административния център на провинцията е 104 km.

## Демография
| 1996 | 1998 | 1999 | 2000 | 2001 | 2002 | 2003 | 2004 | 2005 | 2006 |
| ---- | ---- | ---- | ---- | ---- | ---- | ---- | ---- | ---- | ---- |
| 3840 | 3834 | 3849 | 3835 | 3868 | 3839 | 3829 | 3821 | 3848 | 3898 |